# Palestina en los Juegos Olímpicos de Tokio 2020
Palestina estuvo representada en los Juegos Olímpicos de Tokio 2020 por cinco deportistas, tres hombres y dos mujeres, que compitieron en cuatro deportes.
Los portadores de la bandera en la ceremonia de apertura fueron el halterófilo Mohamed Hamada y la nadadora Dania Nur. El equipo olímpico palestino no obtuvo ninguna medalla en estos Juegos.